# Gmina Wheatland (Iowa)

Położenie Gminy Wheatland w hrabstwie Carroll

Gmina Wheatland (ang. Wheatland Township) – gmina w USA, w stanie Iowa, w hrabstwie Carroll. Według danych z 2000 roku gmina miała 728 mieszkańców.